# Pomník Hanse Kudlicha (Teplice)
Památník zrušení roboty na Nové Vsi v Teplicích je pomník, připomínající zrušení roboty v Rakouském císařství v roce 1848. Byl postaven v roce 1888, tedy ke 40. výročí této významné události. Jde o největší pomník připomínající tuto událost v severních Čechách. O jeho významnosti svědčí i to, že na stavbu byly použity kameny, jež darovaly takřka všechny obce tehdejších okresů Duchcov, Bílina a Teplice. Stojí na vrchu Jalovčiny (dnes místo známo jako Ve chvojkách) ve výšce 383 m n. m. poblíž Nové Vsi.

## Historie
Jedná se o hold poslanci říšského sněmu Hansi Kudlichovi, který roku 1848 podal úspěšný návrh na zrušení roboty (ta byla zrušena 8. září 1848). Stavbu pomníku si vymohli obyvatelé okresů Bíliny, Duchcova a Teplic, kterým měl zrušení roboty připomínat.
Jak je níže zmíněno, na kamenech jsou nápisy psány německy, ale na pomníku samotném jsou nápisy na pamětních deskách psány dvojjazyčně – česky a německy, dnes už jsou však velmi špatně čitelné.
Stavební a zednické práce provedl Heinrich Siegmund, práce sochařské a kamenické Anton Bauer a F. Kahlert. Slavnost spolu s odhalením pomníku se uskutečnila ve dnech 7. – 8. září 1888, kam přijel i Hans Kudlich. Při slavnosti se uspořádal i průvod 25 000 lidí, v jehož středu šel sám Kudlich. Po jeho boku šel teplický starosta Karl Stöhr a šanovský starosta Franz Waage.

### Účast Hanse Kudlicha
Hans Kudlich byl v Teplicích slavnostně uvítán na hlavním nádraží, kam přijel z Karlových Varů 7. září v 16:00. Nespočetné množství lidí, jež se sešlo před nádražím, vytvořilo po celé Nádražní třídě špalír. Uprostřed nich jel Kudlich ve voze spolu se svým synem a Adolfem Siegmundem, toho času poslancem Říšského sněmu, později starostou města Teplice. O tři hodiny později, v 19 hodin, se Kudlich vydal na vrch Doubravku. V okolních obcích odpalovali ohňostroje, rakety; na okolních kopcích hořely ohně.
8. září se lidé z teplického, bílinského a duchcovského okresu sešli na teplickém Tržním náměstí zhruba kolem poledne. Odtud šel výše zmíněný průvod, čítající pětadvacet tisíc lidí, až na vrch Jalovčiny. Zde řečnil Hans Kudlich a Emanuel Milner, konala se slavnost a byl odhalen pomník.

### Po roce 1987
Po 99 letech, tedy v roce 1987, bylo rozhodnuto, že bude pomník odstraněn a blízko něj bude vystavěn vodojem – pomník totiž nebyl chráněn jako kulturní památka, proto měl vodojemu ustoupit. To se ovšem mnoha lidem nelíbilo, tudíž bylo rozhodnuto, že se pomník postaví na jiném místě. 8. července 1987 došlo k demontáži pomníku, jeho části byly uloženy do ohrady asi 100 metrů východněji, kde zůstal ležet do rozhodnutí o jeho obnově. K záchraně bylo nutno vyřídit zařazení pomníku mezi chráněné kulturní památky, o což se zasloužil zejména odbor kultury ONV Teplice. V roce 1988 byl pomník zapsán do seznamu kulturních památek jako pomník zrušení nevolnictví pod č. 5-5252,čímž byla zachráněna jeho existence.
Vodojem byl postaven roku 1989, ale pomník stále ležel v ohradě. V roce 1990 se opět objevily články o pomníku a průtazích s jeho znovupostavením v regionálním tisku. O problému se 17. října jednalo na zasedání Městské rady. Bylo nutno přimět investora stavby vodojemu, kterým byla firma Severočeské vodovody a kanalizace, k obnovení pomníku. Cena za obnovu pomníku, jež činila cca 200 000 Kčs, byla proti nákladům na vodojem (69 mil. Kčs) zanedbatelná částka. V srpnu 1991 byla provedena montáž vlastního pomníku, stavba terasy, schodů a úpravy okolí. Pomník byl dokončen v polovině září 1992 usazením pamětních kamenů kolem obelisku pomníku. Dne 23. října téhož byly na pomník usazeny čtyři pamětní desky.

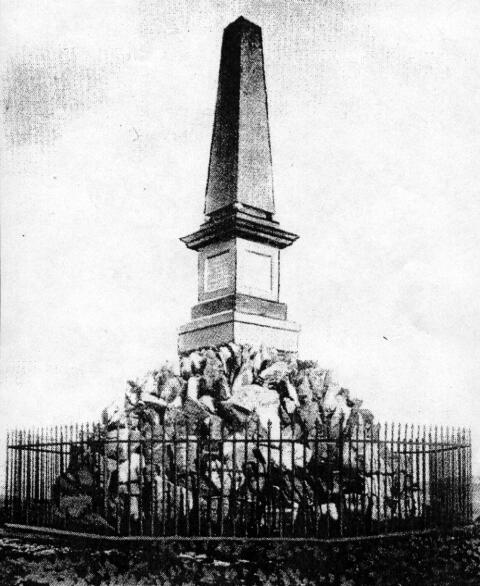
Historický snímek původního pomníku

## Popis pomníku

### Historický popis
Spodní, do výšky čtyřmetrová, část má uprostřed čtvercový zděný podstavec obklopený kameny. 5,7 m vysoký obelisk ve svrchní části, jehož průměr je od 1,2 m dole až 0,5 m nahoře, má objem 4,2 m3 a hmotnost přibližně 10 tun.
Na obelisku jsou ze stran připevněny desky nesoucí níže uvedené nápisy, tehdy ovšem jen německy.

### Popis obnoveného pomníku
Kameny jsou na pomníku uspořádány ve dvou etážích s teráskou, na druhém patře je umístěn pomník, čímž pomník celkově působí oproti původnímu mohutnějším dojmem. Výška od paty v terénu je 11 metrů, průměr základny je 13 metrů.
Pomník je členěn do tří částí. Spodní jest násypné těleso, jež se kuželovitě zužuje, slouží k uložení pamětních kamenů. Dělí se na dva stupně, jeho celková výška je cca tři metry. Uprostřed horní plošinky je umístěn betonový dřík o rozměrech 1,5 × 1,5 m, a výšce dvou metrů. Na něm se tyčí vlastní pískovcový pomník, jenž jest šest metrů vysoký.

### Nápisy

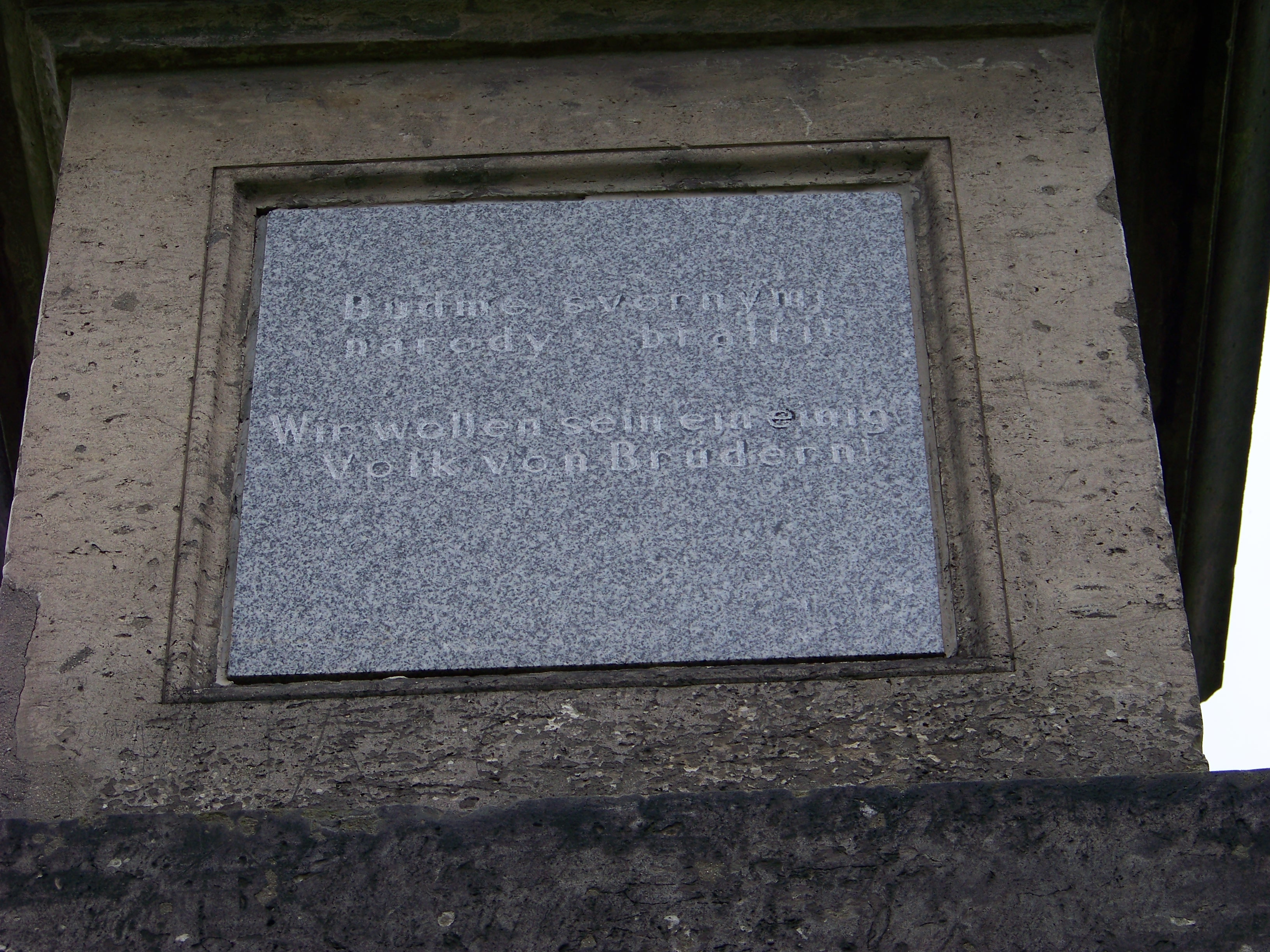
Wir wollen sein ein einig Volk von Brüdern Buďme svornými národy bratří
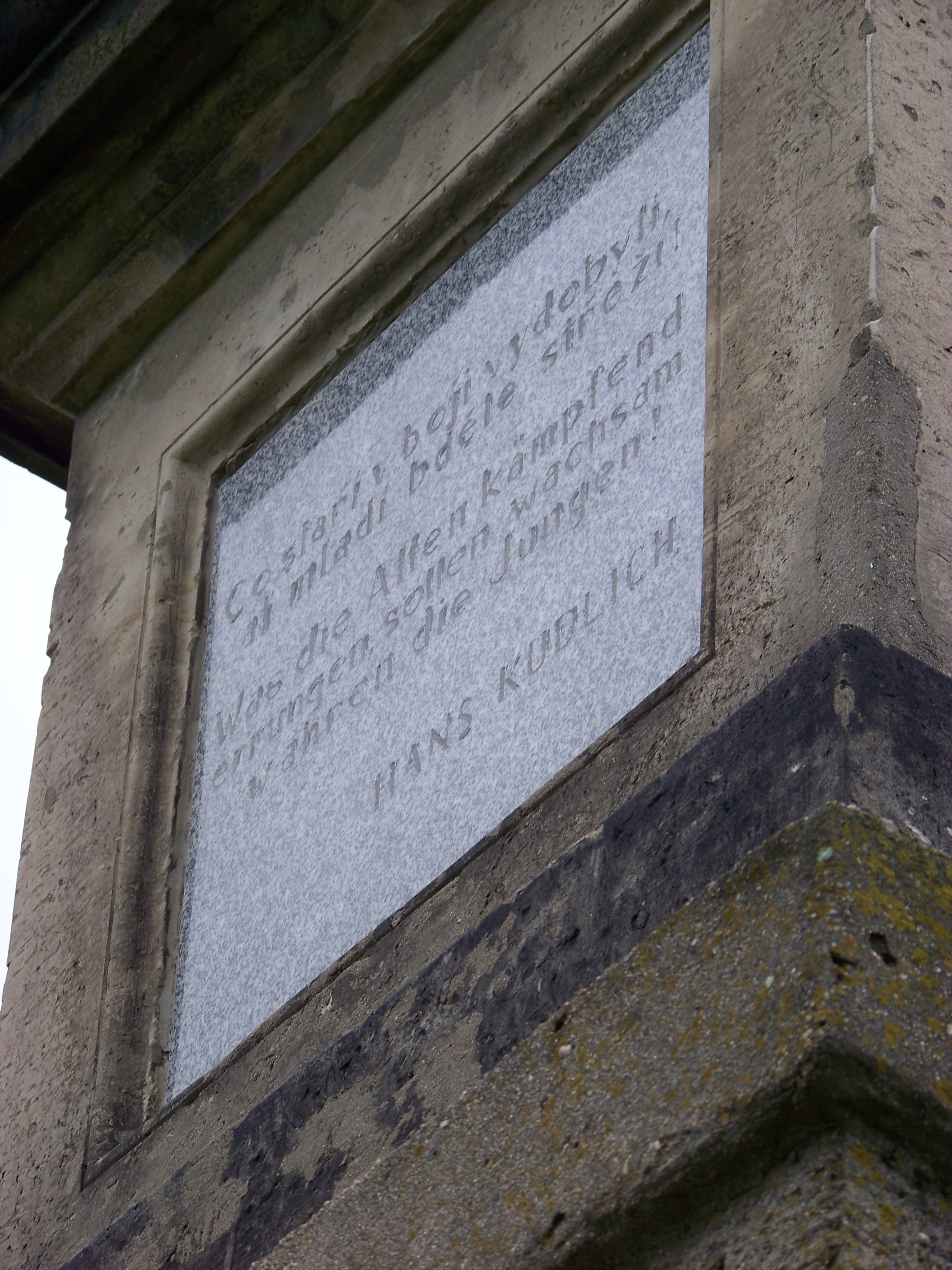
Was die Väter kämpfend errungen Sollen wachsam wahren die Jungen Co staří v boji vydobyli, ať mladí bděle střeží
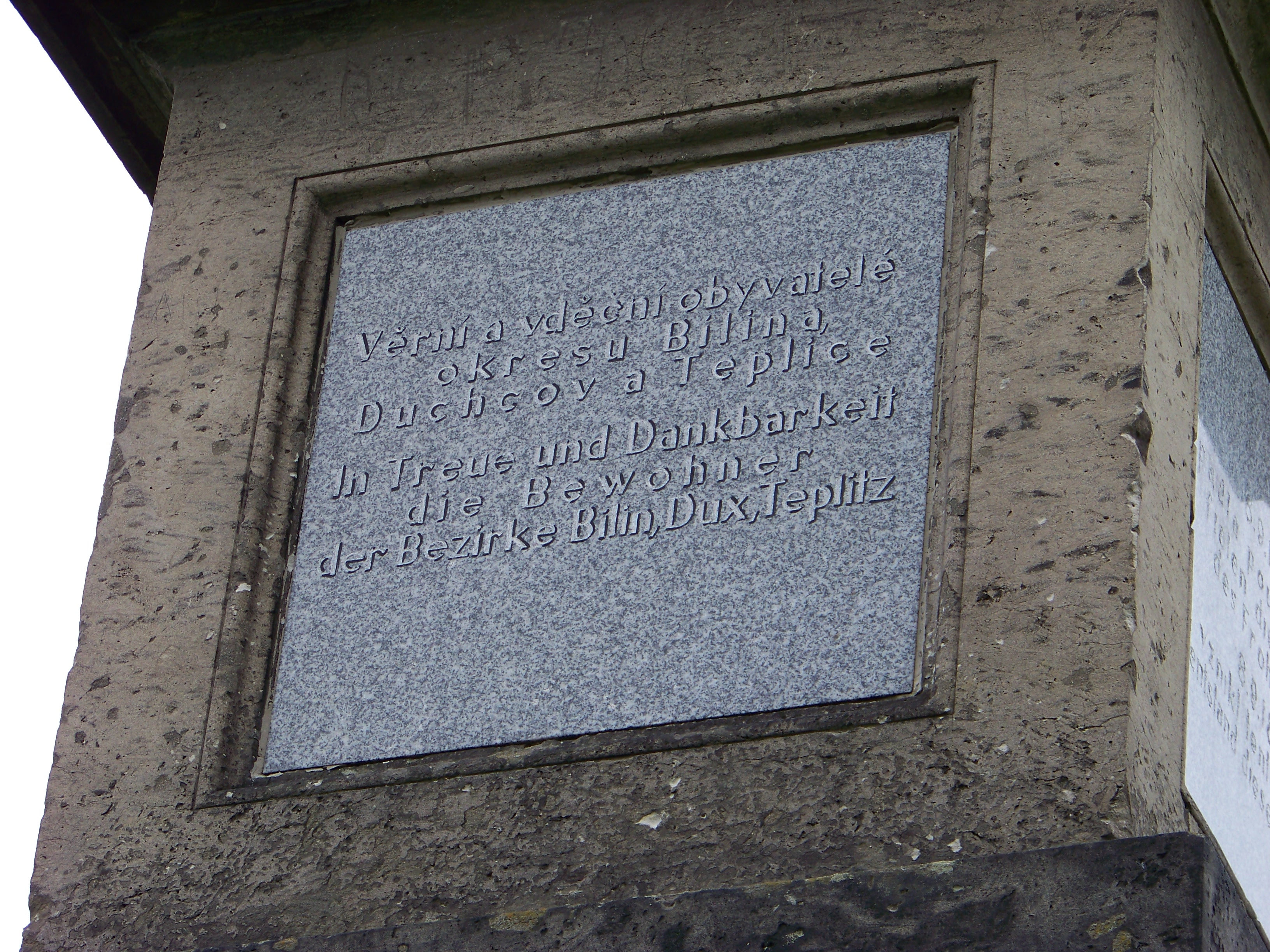
In Treue und Dankbarkeit die Bewohner der Bezirke Bilin, Dux, Teplitz S věrností a vděčností obyvatelé okresů Bílina, Duchcov, Teplice
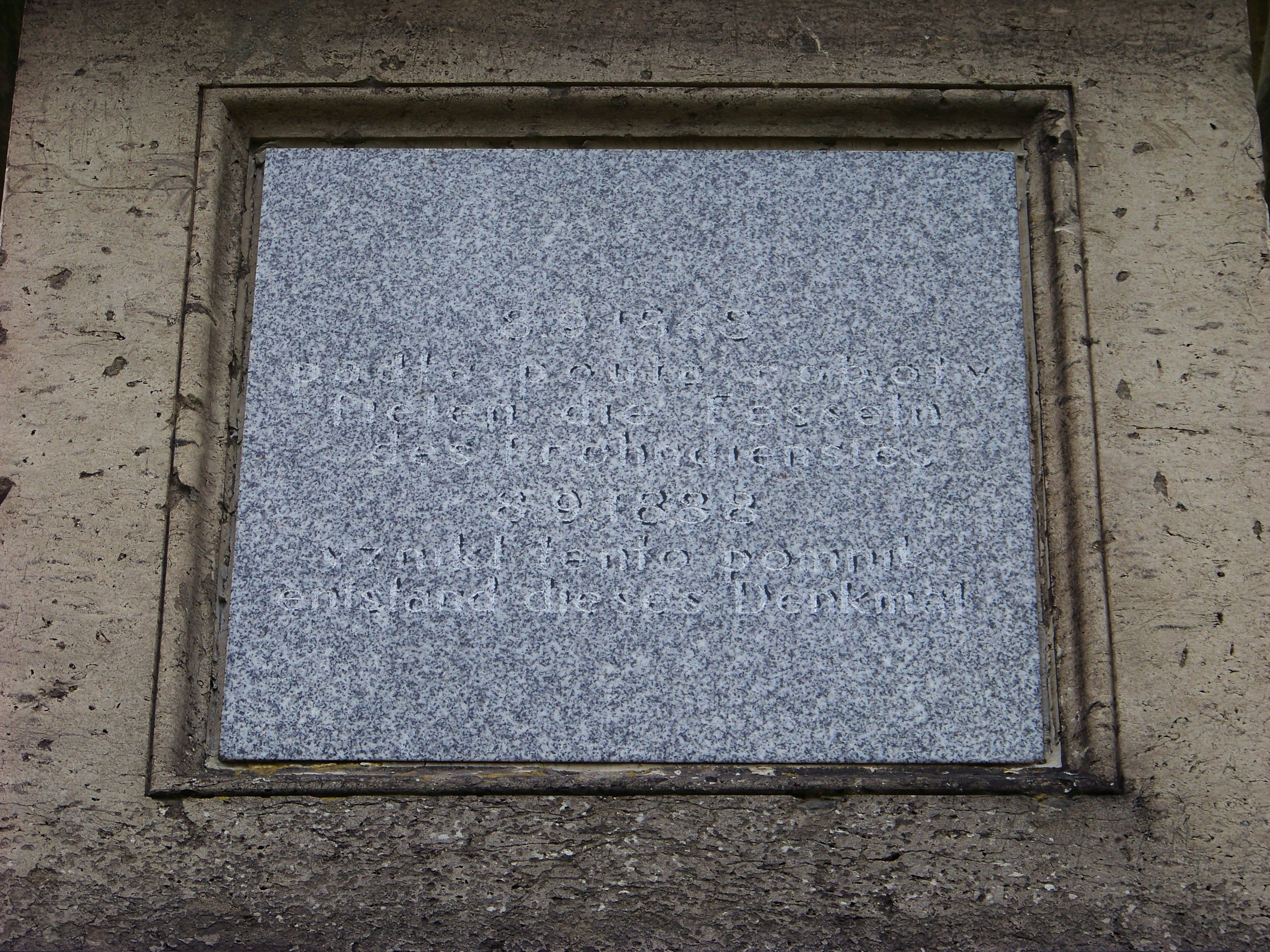
Am 8.September 1848 fielen die Fesseln des Frohndienstes Am 8.September 1888 entstand dieses Denkmal 8. září 1848 padla pouta roboty 8. září 1888 vznikl tento pomník

## Kameny
Obce, které na stavbu pomníku přispěly, přivezly kameny, na kterých byl vyryt jejich německý název. Původně bylo kamenů okolo 150, ovšem doložena byla existence jen 136, dochovalo se však jen 109 – 114 z nich.

### Existující kameny
Přeskočit tabulku

| Obrázek kamene | Obec          | Obec          | Obec                                                                                        | Kámen        | Kámen                                     |
| Obrázek kamene | Český název   | Německý název | Stav                                                                                        | Rozměry v cm | Hornina                                   |
| -------------- | ------------- | ------------- | ------------------------------------------------------------------------------------------- | ------------ | ----------------------------------------- |
|                | Běhánky       | Pihanken      | Součást Dubí                                                                                | 50x40x10     | křemenný porfyr                           |
|                | Bílina        | Bilin         | Samostatné město                                                                            | 60x30x30     | čedič olivinický                          |
|                | Cínovec       | Zinnwald      | Součást Dubí                                                                                | 70x60x20     | křemenný porfyr                           |
|                | Červený Újezd | Roth-Augezd   | Součást Hrobčic                                                                             | 50x40x30     | čedič olivinický                          |
|                | Český Jiřetín | Georgensdorf  | Samostatná obec                                                                             | 70x50x50     | žula dvojslídná, drobnozrnná              |
|                | Dobrčice      | Dobschitz     | Součást Skršína                                                                             | 40x40x20     | čedič olivinický                          |
|                | Drahkov       | Drakowa       | Součást Modlan                                                                              | 50x30x20     | jemnozrnný znělec                         |
|                | Drahůnky      | Dreihunken    | Součást Dubí                                                                                | 70x35x30     | křemenný porfyr                           |
|                | Dubí          | Eichwald      | Samostatné město                                                                            | 60x35x35     | křemenný porfyr                           |
|                | Duchcov       | Dux/Düx       | Samostatné město                                                                            | 60x50x30     | křemenný porfyr                           |
|                | Hlince        | Linschen      | Součást Kostomlat pod Milešovkou                                                            | 35x25x20     | znělec tmavý, celistvý                    |
|                | Hořenec       | Horenz        | Součást obce Libčeves                                                                       | 60x50x25     | pískovec limonitický                      |
|                | Hostomice     | Hostomitz     | Samostatný městys                                                                           | 50x30x20     | čedič celistvý                            |
|                | Hrádek        | Hradek        | Součást obce Raná                                                                           | 70x25x20     | čedič olivinický                          |
|                | Hrobčice      | Hrobschitz    | Samostatná obec                                                                             | 40x35x35     | čedič celistvý                            |
|                | Hudcov        | Hundorf       | Součást Teplic                                                                              | 70x45x20     | rohovec bazální křídový, s úlomky křemene |
|                | Chotějovice   | Kottowitz     | Součást Světce                                                                              | 60x30x25     | čedič olivinický                          |
|                | Jablonec      | Jablonitz     | Součást Libčevsi                                                                            | 40x35x25     | čedič olivinický                          |
|                | Kladruby      | Kradrob       | Samostatná obec                                                                             | (?)          | (?)                                       |
|                | Měrunice      | Meronitz      | Samostatná obec                                                                             | 30x30x20     | čedič celistvý                            |
|                | Mirošovice    | Miroschowitz  | Součást Hrobčic                                                                             | 50x35x20     | čedič olivinický                          |
|                | Mnichov       | Minichhof     | Součást Libčevsi                                                                            | 40x20x20     | čedič celistvý                            |
|                | Mlýny         | Grundmühlen   | Součást Hrobu                                                                               | 70x50x50     | křemenec drobnozrnný                      |
|                | Mstišov       | Tischau       | Součást Dubí                                                                                | 60x35x20     | křemenný porfyr                           |
|                | Pastviny      | Grünwald      | Obec zanikla v důsledku vylidnění po odsunu Němců. V 50. letech byly domy srovnány se zemí. | 60x30x25     | křemenný porfyr                           |
|                | Pňovičky      | Kniebitschken | část obce Ohníč                                                                             | 60x40x35     | čedič olivinický                          |
|                | Pozorka       | Zuckmantel    | Součást Dubí                                                                                | 70x50x25     | křemenný profyr                           |
|                | Prosetice     | Prosetitz     | Součást Teplic                                                                              | 65x35x30     | křemenec celistvý, s tmavými peckami      |
|                | Razice        | Rasitz        | Součást Hrobčic                                                                             | 60x30x30     | čedič celistvý                            |
|                | Sobědruhy     | Soborten      | Součást Teplic                                                                              | 60x60x60     | žulový porfyr s živci do velikosti 3 cm   |
|                | Svinčice      | Schwindschitz | Součást Lužice                                                                              | 80x40x25     | křemenec celistvý                         |
|                | Štrbice       | Stürbitz      | Součást Světce                                                                              | 70x30x30     | čedič olivinický                          |
|                | Teplice       | Teplitz       | Samostatné město                                                                            | 120x130x60   | křemenný porfyr                           |
|                | Trnovany      | Turn          | Součást Teplic                                                                              | 70x25x20     | křemenný porfyr                           |
|                | Tvrdín        | Twrdina       | Součást Hrobčic                                                                             | 70x30x20     | pískovec limonitický, středně zrnitý      |
|                | Želenice      | Selnitz       | Samostatná obec                                                                             | 60x45x40     | čedič olivinický                          |
|                | Žalany        | Schallan      | Samostatná obec                                                                             | 70x60x15     | znělec jednozrnný                         |

Zpět nad tabulku

## Galerie

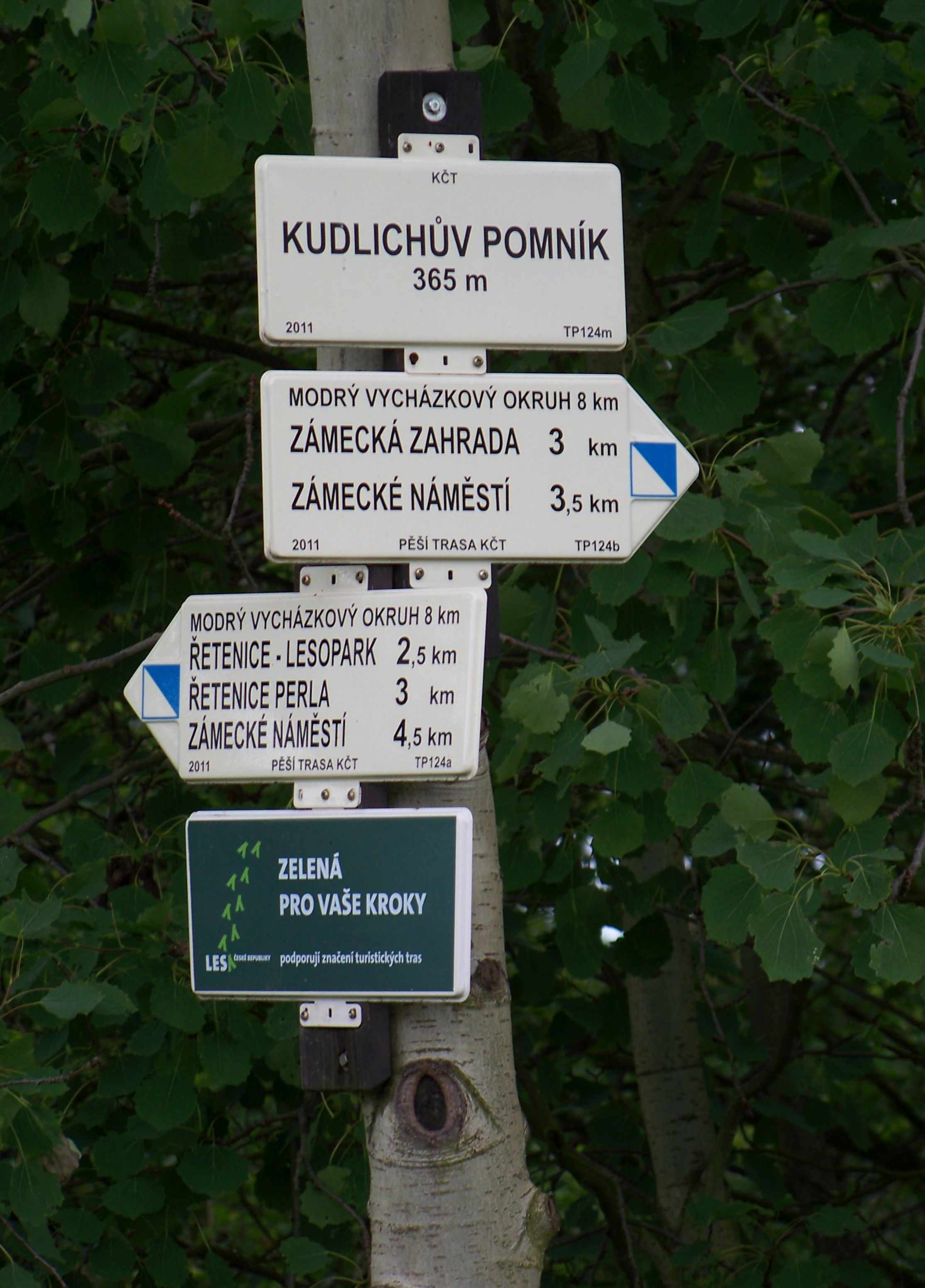
Rozcestník Kudlichův pomník
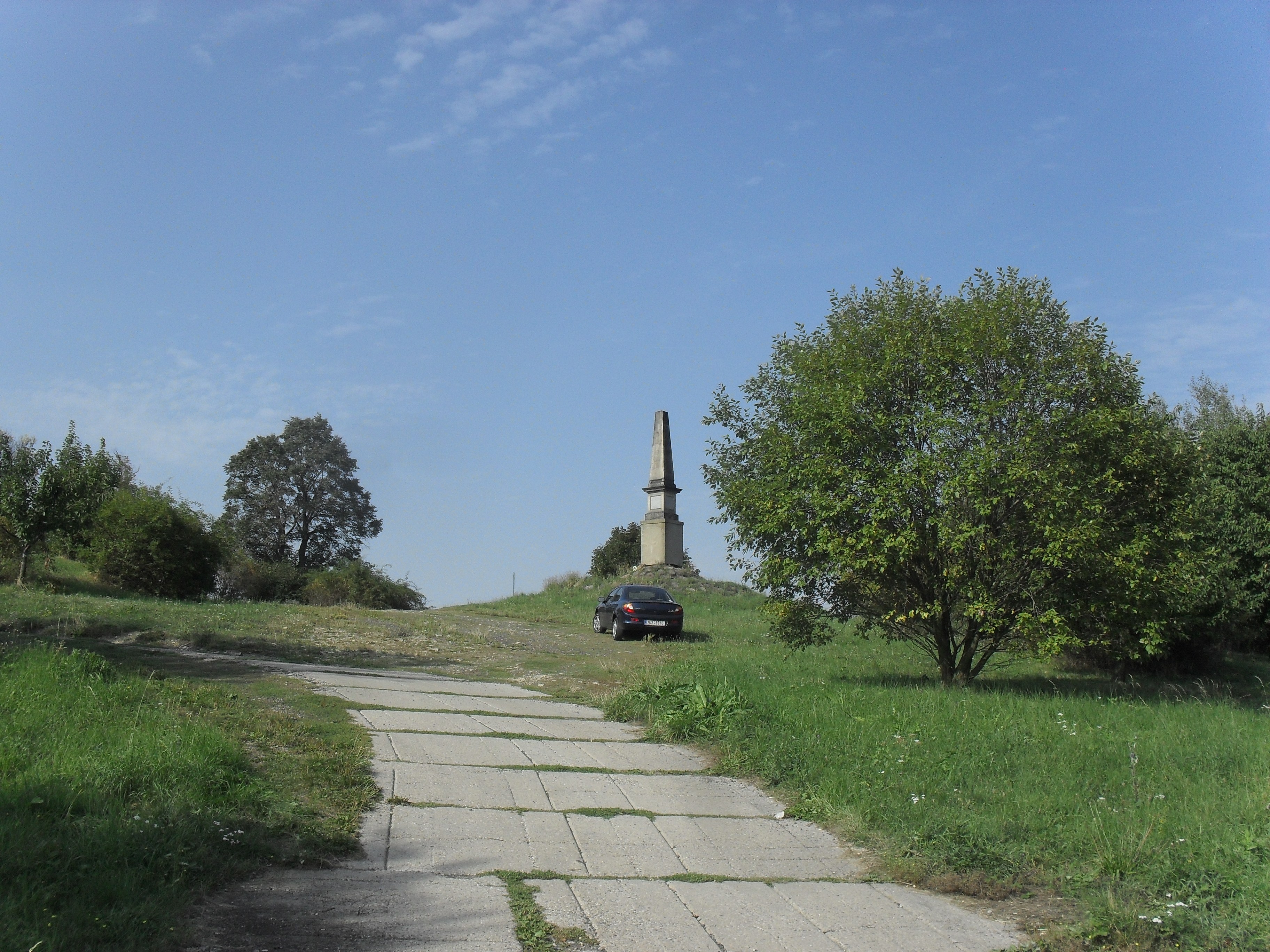
Přístupová cesta k vodojemu a pomníku
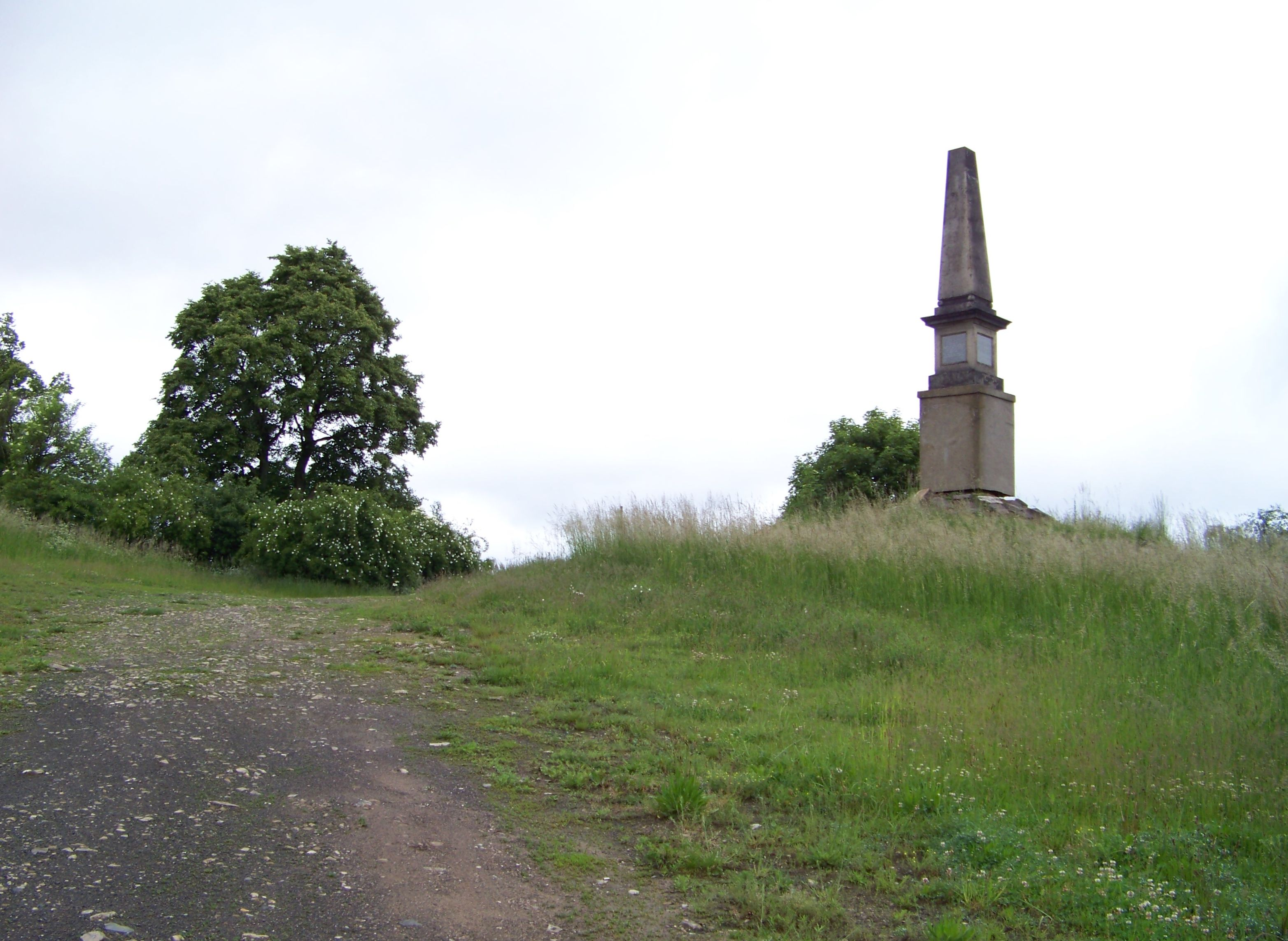
Přístupová cesta k pomíku
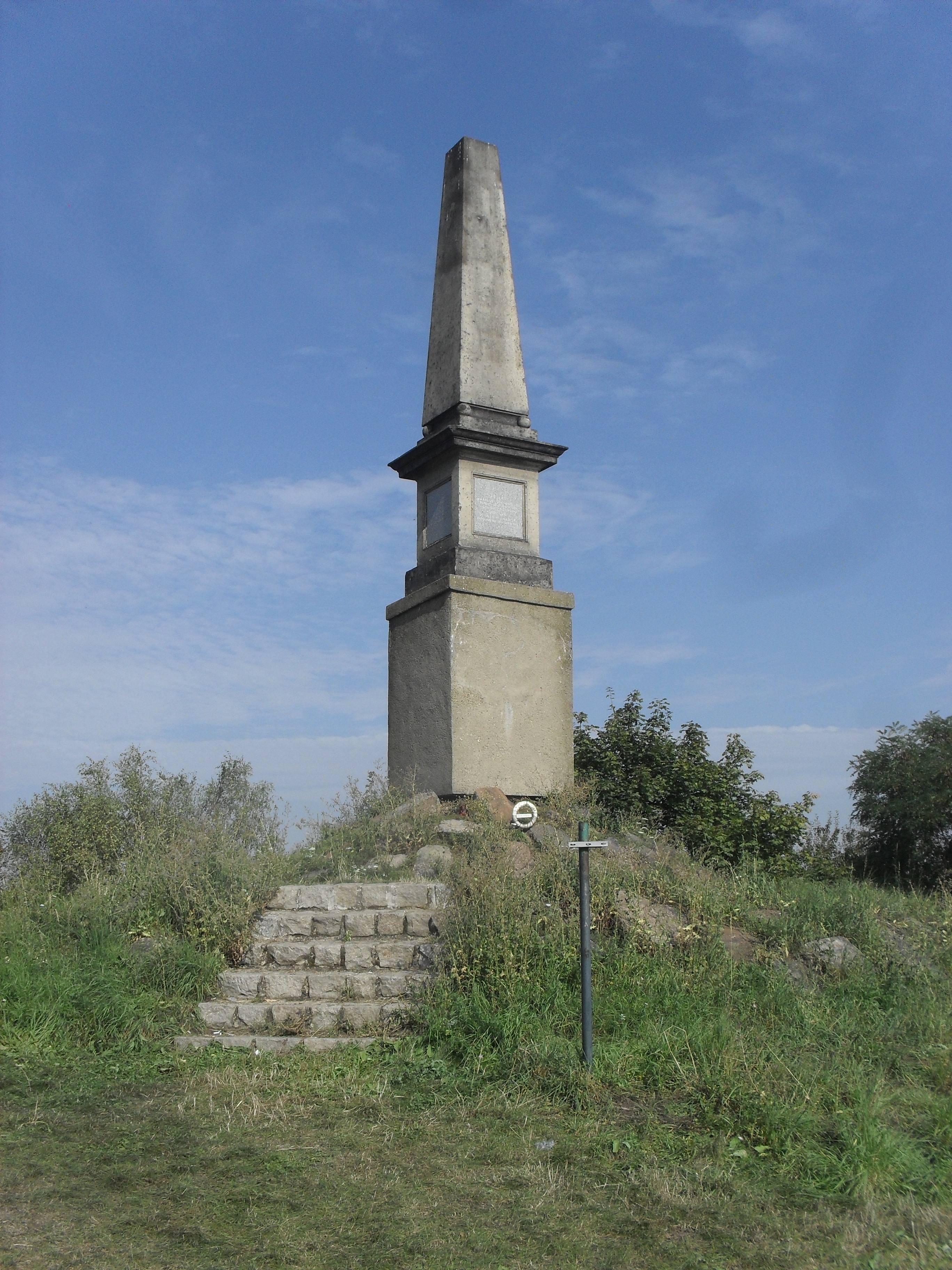
Pomník samotný
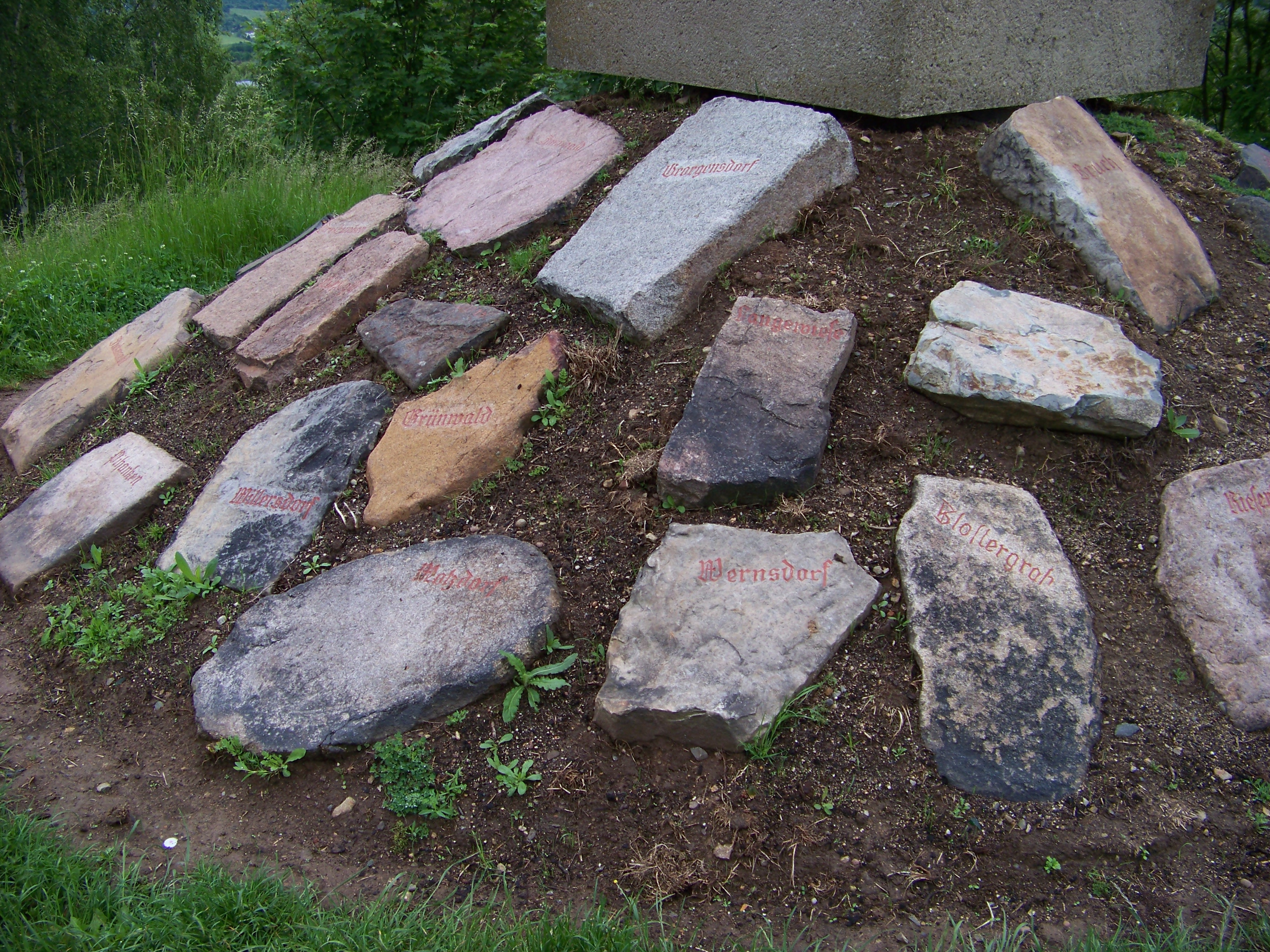
Kameny naskládané na druhé etáži pomníku.
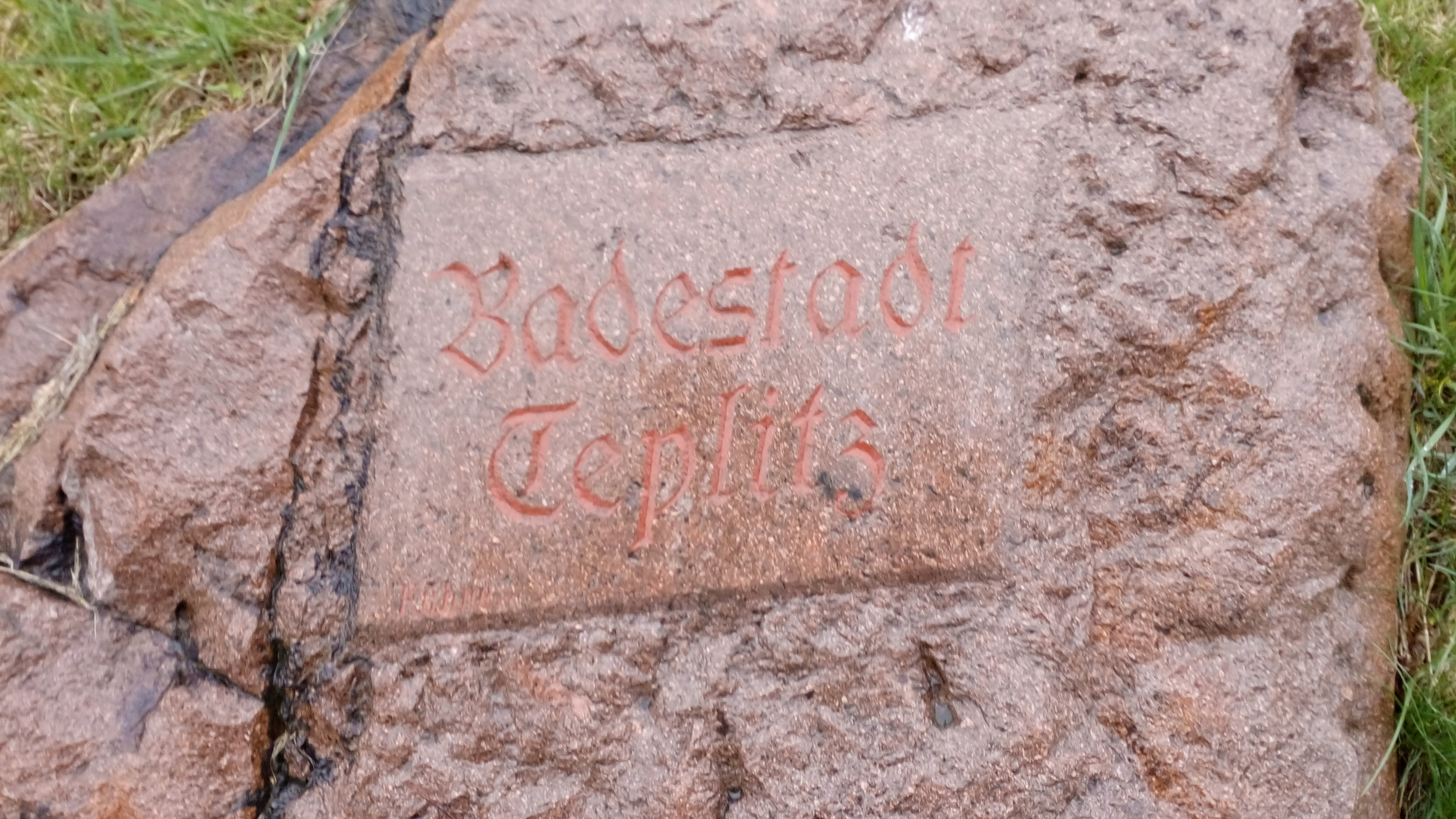
Kámen věnovaný lázeňským městem Teplice